# 136 Австрія
136 А́встрія (136 Austria) — астероїд головного поясу, відкритий 18 березня 1874 року.